# 柯萬斤
柯万斤（1908年10月16日—1982年1月18日），越南工程师，原陈仲金政府的西贡-堤岸市长，并曾任越南民主共和国轻工业部部长。他是越南南部著名知识界人士，1945年前即投身革命活动，并参加抗法战争。

## 生平

### 早年时期
柯万斤于1908年10月16日出生在堤岸一个小资产阶级家庭，是家中次子。因自幼显露聪慧天资与坚定意志，父亲对他寄予厚望。
1926年，他在沙塞卢-劳巴学校（Chasseloup Laubat）就读。会考第三学年期间，因参加潘周桢葬礼罢课运动遭开除学籍。同年，他瞒着家人赴法继续求学。

### 在法攻读机械工程
他私自赴法深造，最终于1933年毕业于国立高等工艺学校及普罗旺斯地区艾克斯的一所学校，获机械工程师学位。1938年前，他在比扬库尔雷诺汽车公司担任技术专员与工程师。
1939年，他随法国殖民部返越，参与研究印度支那铁路系统。

### 1945年前的经商与从政
1940年，他留居西贡，出任钢铁与机械厂总监，后在馆市与陈文云合资创立私营钢铁厂“斤与云”（Cân et Văn）——该厂成为战前印度支那最大钢铁企业。
此期间，他担任西贡-堤岸管辖议会成员，南圻手工业协会委员。
1945年，应保大皇帝征召赴顺化参与教育改革委员会。在西贡，他与医生范玉石
）、律师蔡文隆共同创立先锋青年组织，并任堤岸省先锋青年领袖。
他曾任南圻议会副主席。1945年4月陈仲金内阁成立时，受聘出任西贡-堤岸市长。

### 领导西贡-堤岸行政委员会
八月革命后，随着陈仲金政权倒台，南部人民委员会（原称南部临时行政委员会，由陈文饶任主席）任命他为西贡-堤岸临时行政委员会主席，成为革命政权首位城市主席。
1946年，他以顾问身份参加大叻会议，会议自4月17日至5月12日召开，系越法代表团为同年7月枫丹白露正式会议举行的预备磋商，此次会议以失败告终。
越南国成立后，他退入抗战区。1947至1954年间，被抗战政府任命为南部抗战行政委员会委员，兼经济所所长。

### 在北方活动
1954年集结北迁后，他初任工商部技术司司长。
1960年政府改组工商部，分设为：水利电力部、重工业部、轻工业部、国内贸易部、对外贸易部、地质总局、物资总局。他出任越南民主共和国轻工业部首任部长（1960—1975年）。

### 晚年
1976年越南统一后，他定居胡志明市，1976至1978年间任胡志明市科学技术厅厅长，1982年1月18日在该市逝世。

## 荣誉
其姓名被用于命名以下地区主干道：胡志明市守德市、岘港市和荣县、巴地-头顿省头顿市。然而，路牌误刻为 Kha Vạn Cân。至2020年9月，胡志明市政府决定修正为正确姓名。